# Кен Аннакін
Кен Аннакін (англ. Ken Annakin; нар. 10 серпня 1913; Беверлі, Велика Британія — пом. 22 квітня 2009, Беверлі-Гіллз Каліфорнія) — британський кінорежисер.
Аннакін зняв більше 50 фільмів, найвідомішими з яких є «Найдовший день» (The Longest Day, 1962) і «Битва за виступ» (Battle of the Bulge, 1965), що розповідають про події Другої Світової війни.
За сценарій до фільму «Повітряні пригоди» (Those Magnificent Men in Their Flying Machines, or How I Flew from London to Paris in 25 hours 11 minutes) Аннакин в 1966 році висувався на здобуття «Оскара», проте нагороду Кіноакадемії не здобув.
У 2002 році королева Великої Британії Єлизавета II нагородила режисера званням Офіцера ордена Британської імперії.
У біографії Кена Аннакина, розміщеній на сайті IMDB.com, наголошується, що на його честь режисер Джордж Лукас назвав персонажа «Зоряних воєн» Анакіна Скайвокера.

## Фільмографія
- West Riding (1946)
- It Began on the Clyde (1946)
- Fenlands (1946)
- Holiday Camp (1947)
- Miranda (1948)
- Broken Journey (1948)
- Quartet (1948)
- Here Come the Huggetts (1948)
- Vote for Huggett (1949)
- The Huggetts Abroad (1949)
- Landfall (1949)
- Double Confession (1950)
- Hotel Sahara (1951)
- The Story of Robin Hood and His Merrie Men (1952)
- The Planter's Wife (1952)
- The Sword and the Rose (1953)
- You Know What Sailors Are (1954)
- 1954 — «Шукачі»[en] / (The Seekers)
- Value for Money (1955)
- Loser Takes All (1956)
- Three Men in a Boat (1956)
- Across the Bridge (1957)
- 1961 — «Гелліони» / (The Hellions)
- 1965 — «Повітряні пригоди» / (Those Magnificent Men In Their Flying Machines)